# Han Hyun-min
Han Hyun-min (* 19. Mai 2001 in Seoul) ist ein südkoreanischer Schauspieler und Model.

## Biografie
Er wurde am 19. Mai 2001 in Seoul als Sohn eines nigerianischen Vaters und einer koreanischen Mutter geboren. Er wuchs im Viertel Itaewon in Seoul auf, wo viele Ausländer in Südkorea leben. Eine Modelagentur entdeckte Han über sein Instagram im Alter von 15 Jahren. Er wurde schnell zu einem der gefragtesten Models Koreas und wurde vom TIME Magazine zu einem der 30 einflussreichsten Teenager ernannt. Sein Debüt gab er 2018 in der Fernsehserie Tale of Fairy. Anschließend spielte er in Hip Hop King - Nassna Street mit. 2021 bekam er in der Serie So Not Worth It die Hauptrolle. Juni 2022 unterzeichnete Han einen Vertrag mit Sublime.

## Filmografie (Auswahl)
Filme
- 2022: Special Delivery

Serien
- 2018: Tale of Fairy
- 2018: Hip Hop King: Nassna Street
- 2021: So Not Worth It